# Brian Ching
Brian Ching est un joueur international américain de soccer né le 24 mai 1978 à Haleiwa à Hawaii. Attaquant emblématique du Dynamo de Houston, il a également disputé 45 matchs avec l'équipe des États-Unis.

## Biographie

### En club
Avec Houston, il a marqué quatre buts lors d'un match contre les Rapids du Colorado.
À noter qu'en 2012, il est échangé au repêchage d'expansion avec l'Impact de Montréal. Il passe deux mois avec le club canadien, 19e franchise de la MLS avant de retourner dans le club texan dans le cadre d'un autre échange le 16 février 2012. Ching n'a jamais caché son désir de retour à Houston durant son court séjour montréalais.
Le 24 septembre 2013, Ching annonce la fin de sa carrière de footballeur professionnel à l'issue de la saison 2013.

### En équipe nationale
Il a débuté avec l'équipe des États-Unis le 26 mai 2003. 
Ching participe à la Coupe du monde 2006 avec l'équipe des États-Unis.

## Palmarès

### Collectif
Galaxy de Los Angeles
- Vainqueur de la Lamar Hunt U.S. Open Cup en 2001

 Earthquakes de San José
- Vainqueur de la Coupe MLS en 2003
- Vainqueur du Supporters' Shield en 2005

 Dynamo de Houston
- Vainqueur de la Coupe MLS en 2006 et 2007
- Finaliste de la Coupe MLS en 2011 et 2012

### Individuel
- Trophée du retour de l’année en MLS : 2004
- Trophée d'homme du match de la Coupe MLS : 2006